# Битва при Нише
Битва при Нише — сражение между готами и римлянами. Состоялось в сентябре 268 года. Причиной явилось массивное вторжение готов на территорию Римской империи в конце 267 года, когда, переправившись через Дунай, готы разграбили Паннонию.

## Предыстория
Во второй половине 267 года готы в большом количестве переселились через Дунай на римскую территорию, создав угрозу Паннонии. Некоторые города в этой провинции также были разграблены, и распространились опасения, что та же участь может постигнуть Рим, если готы двинутся в сторону Италии. Похоже, что в 267 году от готов пострадали и другие части империи. Есть сведения, что в то время Афины также подверглись нападению и разграблению. Герулы также были союзниками готов.
Весной 268 года Галлиен разгромил готов, но у римлян не хватило сил окончательно изгнать их с этой территории. Вот почему осенью того же года Галлиен отправился в новую экспедицию. Неясно, умер ли Галлиен до битвы при Нише, и был ли римским императором уже Клавдий II, позже названный Готским в честь этой победы. Насколько можно судить, Галлиен присутствовал во время битвы, но, по-видимому, наибольший вклад в эту великую победу внесли Клавдий и Галлиен.

## Ход битвы
Галлиен возглавлял высокомобильную армию, состоявшую из преторианской гвардии и вексилляриев нескольких легионов.
Первоначально далматинская римская конница разгромила готскую конницу. Готы, имевшие численное преимущество, заставили римлян отступить. Однако римляне не нарушили боевой порядок, а вместо этого организовали контратаку с помощью кавалерийского отряда под командованием Аврелиана, который атаковал готские ряды с тыла. 
Готы были вынуждены отступить в свой лагерь, но римская конница атаковала и захватила его. От 30 000 до 50 000 готов были убиты или ранены, а несколько тысяч попали в плен. Многие из пленников впоследствии присоединились к римской армии.

## Результаты
Галлиену не удалось полностью уничтожить готов, поскольку ему пришлось вернуться в Римскую империю, вероятно, из-за восстания Авреола, одного из претендентов на престол. Таким образом, некоторым готам удалось бежать с римской территории.
Это поражение, как и поражение в апреле того же года, сломило могущество готов. Некоторые из них оставались на римской территории, пока Аврелиан не изгнал их за Дунай в 271 году. Но, несмотря на это, они больше не представляли угрозы Риму. Готы восстановили свою власть лишь через сто лет. Победой над готами было достигнуто одно из первых условий преодоления великого кризиса III века — победа над варварами.